# Региональная лига «Северо-Восток»

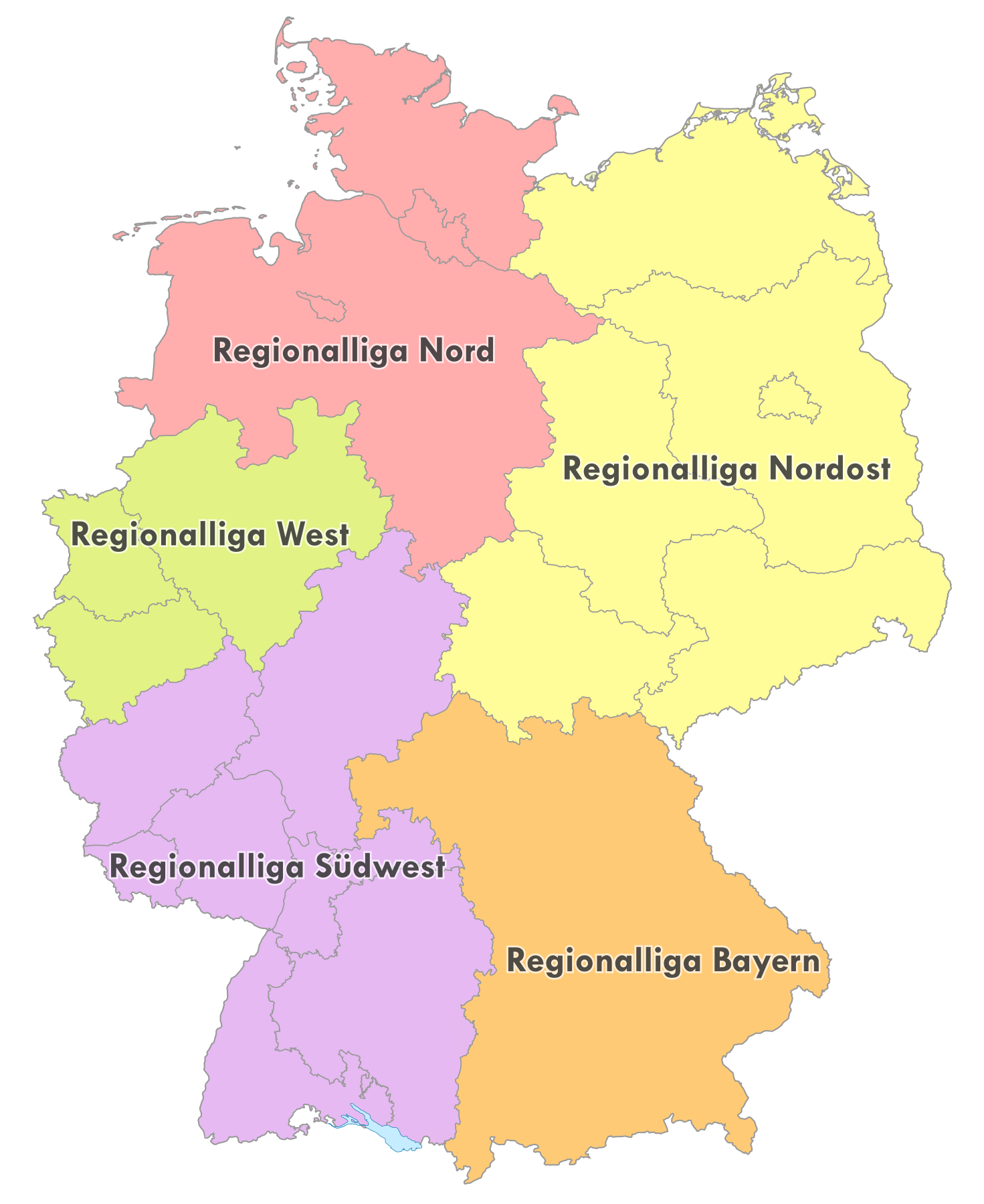
Схема зон ответственности футбольных Региональных лиг Германии с 2012 года.

Региональная лига «Северо-Восток» (нем. Regionalliga Nordost) — одна из пяти региональных лиг футбола в Германии, согласно изменениям 2012 года. Регионаллига в настоящий момент — четвёртый сверху уровень в немецкой системе футбольных лиг, управляется DFB (нем. Deutscher Fußball Bund — Германской Футбольной Ассоциацией). Лига была учреждена в 1994 году и просущестовала до 2000 года, когда была упразднена. Вновь воссоздана с 2012 года.

## История

### 1994—2000
Когда было принято решение об упразднении данной лиги в 2000 году, из 18 клубов-участников первые семь клубов отправились в существовавшие тогда Региональные лиги, пять в северную лигу и два — в южную; остальные одиннадцать клубов были понижены до Северо-восточных футбольных ассоциаций Германии (V). То есть в Оберлиги Северо-Восток (Север) и Оберлиги Северо-Восток (Юг).
В Региональную лигу «Север»:
- Унион
- Дрезднер
- Эрцгебирге Ауэ
- Бабельсберг
- Заксен

В Региональную лигу «Юг»:
- Карл Цейсс
- Рот-Вайсс

### C 2012 года
С сезона 2012/13 региональных лиг пять: кроме Региональной лиги «Северо-Восток», четвёртый уровень немецкой системы футбольных лиг представляют Региональная лига «Юго-Запад», Региональная лига «Бавария», Региональная лига «Север» и Региональная лига «Запад».